# Quatre de chiffre
Pour les articles homonymes, voir Quatre (homonymie).
Ne doit pas être confondu avec Quatre-de-chiffre
Le quatre de chiffre ou  chiffre quatre est un symbole, ou un ensemble de symboles, de la forme du chiffre 4 auquel s'ajoutent souvent des lignes supplémentaires, horizontales ou verticales, et qui se combine généralement avec diverses autres marques, lettres ou monogrammes, pour former un ensemble complexe où le chiffre 4 occupe souvent la partie supérieure. Il fait partie des anciennes marques corporatives, des marques d'imprimeurs-libraires, de peintre et graveurs, de la justice consulaire (Nancy), de marchands grossistes qui utilisaient largement ce type de marque de fabrique, jusqu'à la Révolution française. Les familles bourgeoises opulentes l'utilisaient aussi comme le faisaient les nobles avec leurs armoiries pour marquer leurs propriétés (au fronton de leur entrée par exemple), leurs privilèges ou leurs libéralités (sur les vitraux ou les clefs de voûte de certaines églises).

## Histoire
Ce signe était commun à un grand nombre de corporations, et il se retrouve en particulier dans un grand nombre de marques d'imprimeurs, de tailleurs de pierres, de peintres de vitraux, etc. Ce signe était en relation directe avec les initiations du métier. Le quatre de chiffre est un symbole courant au XVe siècle.

## Symbolisme
En raison de la multiplicité des sens inhérente au symbolisme, le quatre de chiffre possède de nombreuses interprétations. L'une des plus fondamentales provient de l'observation que, dans toutes les marques où il figure, il a une forme qui est celle d'une croix dont l'extrémité supérieure de la branche verticale et une des extrémités de la branche horizontale sont jointes par une ligne oblique. C'est parce que la croix est un symbole du quaternaire, entre autres, que le quatre de chiffre possède cette qualité, et cela même avant sa ressemblance graphique avec le chiffre quatre. Dans les marques d'imprimeurs, le quatre de chiffre surmonte souvent un cœur.

## Héraldique
Le quatre de chiffre, sous diverses variantes, se rencontre parfois dans les blasons :

Colporteurs savoyards (Mégevette, Haute-Savoie).
Colporteurs savoyards (Magland, Haute-Savoie).